# Chileense parlementsverkiezingen 1989
De Chileense parlementsverkiezingen van 1989 vonden op 14 december - dezelfde dag als de presidentsverkiezingen - van dat jaar plaats. In de Kamer van Afgevaardigden en de Senaat werd de centrumlinkse partijencombinatie Concertación de grootste.
De verkiezingen bezegelden de overgang van militaire dictatuur naar parlementaire democratie.

## Uitslagen

### Kamer van Afgevaardigden
| Lijst                         | Afbeelding                    | Partij                                     | Afkorting                     | Stemmen   | Percentage | Zetels |
| ----------------------------- | ----------------------------- | ------------------------------------------ | ----------------------------- | --------- | ---------- | ------ |
| A                             |                               | Concertación de Partidos por la Democracia |                               | 3.499.713 | 51,49%     | 69     |
| A                             |                               | Partido Demócrata Cristiano                | PDC                           | 1.766.347 | 25,99%     | 38     |
| A                             |                               | Partido por la Democracia                  | PPD                           | 778.501   | 11,45%     | 16     |
| A                             |                               | Partido Radical                            | PR                            | 268.103   | 3,84%      | 11     |
| A                             |                               | Partido Humanista                          | PH                            | 52.225    | 0,77%      | 1      |
| A                             |                               | Los Verdes                                 | LV                            | 14.942    | 0,22%      | 0      |
| A                             |                               | Onafhankelijken op lijst A                 | ILA                           | 619.595   | 9,12%      | 9      |
| B                             |                               | Democracia y Progreso                      | UP                            | 2.323.581 | 34,18%     | 48     |
| B                             |                               | Renovación Nacional                        | RN                            | 1.242.432 | 18,28%     | 29     |
| B                             |                               | Unión Demócrata Independiente              | UDI                           | 667.369   | 9,82%      | 11     |
| B                             |                               | Onafhankelijken op lijst B                 | ILB                           | 413.780   | 6,09%      | 8      |
| C                             |                               | Partido del Sur                            | SUR                           | 47.387    | 0,70%      | 0      |
| D                             |                               | Alianza del Centro                         |                               | 177.942   | 2,62%      | 0      |
| D                             |                               | Avanzada Nacional                          | AN                            | 57.574    | 0,85%      | 0      |
| D                             |                               | Democracia Radical                         | DR                            | 28.575    | 0,42%      | 0      |
| D                             |                               | Onafhankelijken op lijst D                 | ILD                           | 91.793    | 1,35%      | 0      |
| E                             |                               | Liberal-Socialista Chileno                 |                               | 206.138   | 3,03%      | 0      |
| E                             |                               | Partido Liberal                            | PL                            | 47.237    | 0,69%      | 0      |
| E                             |                               | Partido Socialista Chileno                 | PSCH                          | 10.398    | 0,15%      | 0      |
| E                             |                               | Onafhankelijken op lijst E                 | ILE                           | 148.503   | 2,18%      | 0      |
| F                             |                               | Partido Nacional                           | PN                            | 53.819    | 0,79%      | 0      |
| G                             |                               | Unidad para la Democracia                  |                               | 360.601   | 5,31%      | 2      |
| G                             |                               | Partido Amplio de Izquierda Socialista     | PAIS                          | 297.897   | 4,38%      | 2      |
| G                             |                               | Partido Radical Socialista Democrático     | PRSD                          | 1.330     | 0,02%      | 0      |
| G                             |                               | Onafhankelijken op lijst G                 | ILG                           | 61.374    | 0,90%      | 0      |
|                               |                               | Onafhankelijke en Partijloze kandidaten    | Ind                           | 127.941   | 1,88%      | 1      |
| Totaal aantal geldige stemmen | Totaal aantal geldige stemmen | Totaal aantal geldige stemmen              | Totaal aantal geldige stemmen | 6.797.122 | 94,95%     |        |
| Ongeldige stemmen             | Ongeldige stemmen             | Ongeldige stemmen                          | Ongeldige stemmen             | 191.330   | 2,67%      |        |
| Blanco stemmen                | Blanco stemmen                | Blanco stemmen                             | Blanco stemmen                | 170.194   | 2,38%      |        |
| Totaal uitgebrachte stemmen   | Totaal uitgebrachte stemmen   | Totaal uitgebrachte stemmen                | Totaal uitgebrachte stemmen   | 7.158.646 | 100%       |        |

### Senaat
| Lijst                                     | Partij                                     | Afkorting                                 | Percentage | Zetels |
| ----------------------------------------- | ------------------------------------------ | ----------------------------------------- | ---------- | ------ |
| A                                         | Concertación de Partidos por la Democracia |                                           | 54,63%     | 22     |
| A                                         | Partido Demócrata Cristiano                | PDC                                       | 32,18%     | 13     |
| A                                         | Partido por la Democracia                  | PPD                                       | 12,06%     | 4      |
| A                                         | Partido Radical                            | PR                                        | 2,17%      | 4      |
| A                                         | Partido Humanista                          | PH                                        | 0,52%      | 1      |
| A                                         | Onafhankelijken op lijst A                 | ILA                                       | 7,69%      | 3      |
| B                                         | Democracia y Progreso                      |                                           | 34,85%     | 16     |
| B                                         | Renovación Nacional                        | RN                                        | 10,76%     | 5      |
| B                                         | Unión Demócrata Independiente              | UDI                                       | 5,11%      | 2      |
| B                                         | Onafhankelijken op lijst B                 | ILB                                       | 18,98%     | 9      |
| C                                         | Partido del Sur                            | SUR                                       | 0,67%      | 0      |
| D                                         | Alianza del Centro                         |                                           | 1,34%      | 0      |
| D                                         | Avanzada Nacional                          | AN                                        | 0,01%      | 0      |
| D                                         | Democracia Radical                         | DR                                        | 0,42%      | 0      |
| D                                         | Onafhankelijken op lijst D                 | ILD                                       | 0,91%      | 0      |
| E                                         | Liberal-Socialista Chileno                 |                                           | 3,15%      | 0      |
| E                                         | Partido Liberal                            | PL                                        | 0,15%      | 0      |
| E                                         | Partido Socialista Chileno                 | PSCH                                      | 0,06%      | 0      |
| E                                         | Onafhankelijken op lijst E                 | ILE                                       | 2,94%      | 0      |
| F                                         | Partido Nacional                           | PN                                        | 0,64%      | 0      |
| G                                         | Unidad para la Democracia                  |                                           | 4,24%      | 0      |
| G                                         | Partido Amplio de Izquierda Socialista     | PAIS                                      | 4,24%      | 0      |
|                                           | Onafhankelijke en Partijloze kandidaten    | Ind                                       | 0,47%      | 0      |
| Totaal aantal geldige stemmen : 6.800.410 | Totaal aantal geldige stemmen : 6.800.410  | Totaal aantal geldige stemmen : 6.800.410 | 100%       |        |